# Cantó de Sent Girman
El cantó de Sent Girman és un cantó francès del departament de l'Òlt, situat al districte de Gordon. Té 10 municipis i el cap és Sent Girman.

## Municipis
- Concorès
- Fraissinet
- La Mota de Cassèl
- Montamèl
- Peirilhas
- Sench Amarand
- Sent Girman
- Socirac
- Ussèl
- Usèg de las Olas

## Història
| Data d'elecció                           | Identitat         | Partit                    | Qualitat |
| ---------------------------------------- | ----------------- | ------------------------- | -------- |
| 1976-1992                                | Jean-Pierre Valla | PCF                       |          |
| 1992-                                    | Danielle Deviers  | Divers gauche, després PS |          |
| les dades anteriors no són pas conegudes |                   |                           |          |
|                                          |                   |                           |          |

## Demografia
| 1962  | 1968  | 1975  | 1982  | 1990  | 1999  | 2006  |
| ----- | ----- | ----- | ----- | ----- | ----- | ----- |
| 1.869 | 2.236 | 2.002 | 2.004 | 1.972 | 2.134 | 2.215 |